# John Doe !
John Doe ! est une série de bande dessinée.
- Scénario : Baloo
- Dessin : Alain Henriet
- Couleurs : Frédéric Besson

## Albums
- Tome 1 : Une pizza à l'œil (2000)[1]
- Tome 2 : Quatre saisons en enfer (2001)
- Tome 3 : London Pepperoni[2] (2002)

## Publication

### Éditeurs
- Delcourt (Collection Sang Froid) : Tomes 1 à 3 (première édition des tomes 1 à 3).